# 안옥희
안옥희(1953년 12월 15일 ~ 1993년 10월 26일)는 대한민국의 배우이다.

## 학력
- 중앙대학교 연극영화과

## 드라마
- 1971년 MBC 드라마 《수사반장》- 여순경 역
- 1980년 KBS 드라마 《달동네》- 김동희 역
- 1982년 KBS 드라마 《순애》
- 1984년 KBS 드라마 《독립문》
- 1985년 KBS 드라마 《새벽》
- 1986년 KBS 드라마 《멀고먼 사람들》
- 1986년 KBS 드라마 《내 마음 별과 같이》
- 1987년 KBS 드라마 《토지》
- 1987년 KBS 드라마 《땅에서도 이루어지소서》
- 1989년 KBS 드라마 《왕룽일가》
- 1992년 KBS 드라마 《가시나무 꽃》- 오정민 역

## 영화
- 1975년 나는 어떡하라고
- 1975년 춘자의 사랑이야기
- 1978년 체험
- 1979년 하늘나라에서 온 편지
- 1989년 찻집여자
- 1991년 철판을 수놓은 어머니

## 소설
- 귀뚜라미의 외출